# 제트론
제트론(Zetron)은 1980년에 영국 등에서 설립된 미션 크리티컬 한 통합 커뮤니케이션 시스템 제조업체이다.이 회사는 일본 요코하마 소재 JVC Kenwood의 자회사 중 하나이다.
응급 및 공공 안전 기관 (화재, 구급차 및 경찰)이 사용할 수 있는 몇 가지 구조 연락을 위한 장비를 제공 한다. 통합 솔루션에는 IP 기반 파견, NG9-1-1 콜링, 음성 로깅, IP 소방서의 경보시스템, 차량 위치 표시 CAD, GIS 매핑 및 자동 차량 위치 (AVL) 시스템등이다

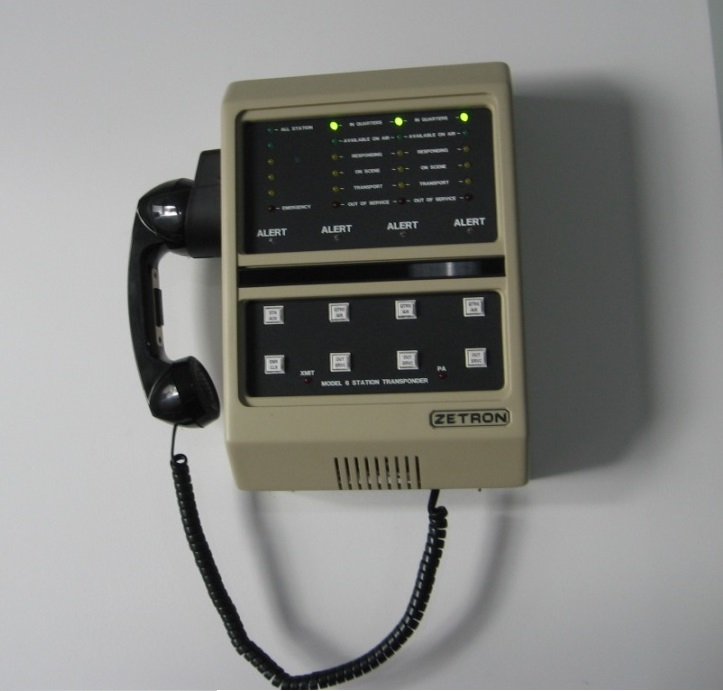
Zetron - 소방소 응급 연락 비상경보 시스템 (Fire Station Turn Out: Emergency Dispatch System)

## 개요
- Radio Dispatch (라디오 파견) : 장비, 부서, 기관 및 관할 구역을 통해 긴급 상황에 긴급 서비스 요원을 파견요청
- E-9-1-1 최대 전화 걸기 - 자동 전화 복구 (ACR) 기능을 통해 24 개의 관리 스테이션, 8 개의 관리 회선, 8 개의 호스팅 된 사이트로 24 개의 표준 시스템 용량을 갖춘 응급 호출 시스템
- 소방서 경보 및 파견 : 중앙 HQ 현장과 소방서 사이의 IP로 전환하면 소방서 출입문을 열어 방송국을 제어하거나 방송국이 외부 입력을 감지 할 때 경보를 발령하여 경보 속도를 향상
- CAD 및 GIS 매핑 시스템 - 컴퓨터 기반 파견 시스템 CAD (Computer-Aided Dispatch) 및 GIS (Geographic Information System)의 결합으로 응급 콜 테이크 담당자는 화재 또는 구급차 담당관을 가장 가까운 장소에서 행사 장소로 파견
- 전문화 된 통합 커뮤니케이션 : 알람 리포터, 자동 다이얼러 등이다

## 같이 보기
- JVC Kenwood